# Мирјана Моцић
Мирјана Моцић (Сегедин, 1917 – Београд, 18. јун 2010) била је члан Aкадемије медицинских наука Српског лекарског друштва од 1976. и професор Медицинског факултета Универзитета у Београду.

## Биографија
Рођена је 1917. године у Сегедину, у Аустроугарској. Основну школу и гимназију је завршила у Великој Кикинди. Медицински факултет Универзитета у Београду уписала је 1935. године. Полагање завршних испита je прекинула 1941, када је била ухапшена и упућена у логор на Бањици. Дипломирала је фебруара 1943. године. У мају 1944. ступила је у Народноослободилачку војску на терену Топлице и Јабланице. Била је на дужности управника дивизијске болнице, начелника санитета дивизије и помоћника управника Главне болнице у Београду. Mаја 1946. године је на захтев Министарства здравља СР Србије демобилисана и до новембра 1947. вршила неколико организационих дужности у поменутом министарству и у Комитету за заштиту народног здравља. Специјализацију из инфективних болести започела је крајем 1947. године, а специјалистички испит положила априла 1953. Током школске 1953/54. године провела је осам месеци на стручном усавршавању у Глазгову, у Великој Британији. У звање асистента на предмету Инфективне болести изабрана је 1949, а реизабрана 1952. и 1955. године. Након хабилитације 1953. године, у звање доцента је изабрана 1955, ванредног професора 1963, а у звање редовног професора 1970. године. Била је савесна и несебична у раду са студентима, лекарима на специјализацији инфективних болести и других области медицине, као и младим колегама уопште. Била је шеф Катедре за инфективне болести, продекан, члан Савета и члан неколико комисија Медицинског факултета, као и члан Савета Универзитета у Београду. У свом стручном раду бавила се различитим проблемима из области акутних инфективних болести. Проучавала је компликације респираторних органа у току морбила, лечење антибиотицима и вирусна и туберкулозна обољења централног нервног система. Као шеф Одељења за вирусне болести централног нервног система Клинике за инфективне болести, посебну пажњу је посвећивала темељном изучавању етиологије и лечењу вирусних менингитиса и менингоенцефалитиса. Пензионисана је 1978. године.
Објавила је више од 70 стручних и научних радова у часописима у земљи и иностранству. Аутор је неколико радова у монографији Епидемија вариоле у Београду 1972 (1975), као и неколико поглавља у уџбенику Акутне инфективне болести (1975). Активно је учествовала у раду многих стручних удружења, у којима је била на разним функцијама. Била је дугогодишњи активни члан Српског лекарског друштва, члан Управног одбора и секретар Српског лекарског друштва, председник Секције за инфективне болести Српског лекарског друштва и члан Управе Удружења инфектолога Југославије. Била је и члан Уређивачког одбора часописа Српски архив за целокупно лекарство. За редовног члана Академије медицинских наука Српског лекарског друштва изабрана је 1976. године, при оснивању Академије. Учествовала је на бројним научним скуповима у земљи и иностранству, конгресима лекара Србије, конгресима за превентивну медицину, научним састанцима инфектолога Југославије, међународним састанцима за инфективну патологију у Милану, Минхену и др. Присуствовала је VI европском симпозијуму за полиомијелитис у Оксфорду 1962. године, када је изабрана за почасног члана Балканске уније. Обављала је и низ других значајних функција, међу којима су: потпредседник Савета за здравље Градског здравственог центра Београда, члан Савета Клинике за инфективне болести и др. Добитник је неколико признања и награда, међу којима су: Златна плакета Медицинског факултета, Плакета Српског лекарског друштва и Плакета Града Београда за обнову земље. Одликована је Орденом заслуга за народ са сребрним зрацима, Орденом братства и јединства са сребрним зрацима, Орденом рада са златним венцем и Орденом заслуга за народ са златном звездом. Преминула је 18. јуна 2010. године, а сахрањена је у породичној гробници на Новом гробљу у Београду